# Krasiczyn (gromada)
Krasiczyn – dawna gromada, czyli najmniejsza jednostka podziału terytorialnego Polskiej Rzeczypospolitej Ludowej w latach 1954–1972.
Gromady, z gromadzkimi radami narodowymi (GRN) jako organami władzy najniższego stopnia na wsi, funkcjonowały od reformy reorganizującej administrację wiejską przeprowadzonej jesienią 1954 do momentu ich zniesienia z dniem 1 stycznia 1973, tym samym wypierając organizację gminną w latach 1954–1972.
Gromadę Krasiczyn z siedzibą GRN w Krasiczynie utworzono – jako jedną z 8759 gromad na obszarze Polski – w powiecie przemyskim w woj. rzeszowskim na mocy uchwały nr 30/54 WRN w Rzeszowie z dnia 5 października 1954. W skład jednostki weszły obszary dotychczasowych gromad Krasiczyn, Śliwnica i Tarnawce ze zniesionej gminy Krasiczyn oraz obszar dotychczasowej gromady Korytniki ze zniesionej gminy Kuńkowce w tymże powiecie. Dla gromady ustalono 13 członków gromadzkiej rady narodowej.
1 stycznia 1960 do gromady Krasiczyn włączono obszar zniesionej gromady Prałkowce w tymże powiecie.
W 1971 roku gromada Krasiczyn liczyła 2928 mieszkańców, zamieszkujących miejscowości: Dybawka (166), Korytniki (420), Krasiczyn (655), Kruhel Wielki (189), Prałkowce (382), Śliwnica (353), Tarnawce  (461) i Zalesie (302).
Gromada przetrwała do końca 1972 roku, czyli do kolejnej reformy gminnej. 1 stycznia 1973 w powiecie przemyskim reaktywowano gminę Krasiczyn.